# 日旺语
日旺语，或稱拉旺语（又称 Krangku、Kiutze（Qiuze）和 Ch'opa），是印度、缅甸和中国一种汉藏语系语言。
日旺语的内部分化很严重，有些变体不能互通。不过绝大多数人都能理解书面拉旺语的基础方言穆特旺 Mutwang（马特旺 Matwang）。日旺语分布在克钦邦北部葡萄县葡萄镇区、玛仓堡镇区、农茂、广朗普镇区和潘南丁等镇（《民族语》）。日旺语其它名称是 Chiutse、Ch'opa、Ganung-Rawang、Hkanung、Kiutze、Nung、Nung Rawang、Qiuze。
马特旺方言（Matwang）关联的语言在词汇相似性上为82%至99%。凯伊库龙米方言（Kyaikhu Lungmi）和长贡唐萨尔方言（Changgong Tangsar）与马特旺方言（Matwang）的相互可理解性较低。日旺方言（Rawang）与达润方言（Drung）的词汇相似度为74%，与阿侬方言（Anong）的词汇相似度为79%-80%，与仁因池方言（Renyinchi、朗达克贡唐萨尔方言 Langdaqgong Tangsar）的词汇相似度为81%-87%，与长贡唐萨尔方言（Changgong Tangsar）的词汇相似度为77%，与龙米方言（Lungmi）的词汇相似度为74%-85%，与达鲁-杰旺方言（Daru-Jerwang）的词汇相似度为74%-80%。

## 种类
《民族语》列出了日旺语的以下变体：
- 达鲁-杰旺语（Daru-Jerwang、包括在阿鲁纳恰尔邦使用的昆朗语 Kunglang 变体）
- 克朗库语（Khrangkhu / 丁宁隆语 Thininglong、南龙米语 Southern Lungmi）(Shintani 2018[4]记录)
- 凯伊库语（Kyaikhu、当拉克-马尚语 Dangraq-Mashang, 北龙米语 Northern Lungmi）
- 马特旺语（Matwang）
- 东唐萨尔语（Tangsar East、长贡 Changgong）
- 西唐萨尔语（Tangsar West、朗达克贡语 Langdaqgong, 仁因池语 Renyinchi)
- 塔鲁克语（Thaluq）

龙米语的变体马尚语（Mashang）和当拉克语（Dangraq）尤其不同, 在西藏边境附近使用的变体也不同。
凯伊库龙米语（Kyaikhu Lungmi）和长贡唐萨尔语（Changgong Tangsar）与书面拉旺语的基础方言穆特旺语（Mutwang）相互间不太容易理解。
除了《民族语》的子类外，日旺语有4个主要的方言划分：
- 龙米语（Lungmi）
- 马特旺语（Matwang）
- 达鲁-杰旺语（Daru-Jerwang、由 Dvru 和 Zørwang 组成[5])（包括马龙语 Malong, 孔龙语 Konglang, 阿维格旺语 Awiqwang, 鲁姆尔语 Rvmøl四种方言，讲 Rvmøl 的部族包括 Ticewang/Tisanwang/Ticvlwang/Chicvlwang, Abør, Chømgunggang, Chvngdvng, Dvngnólcv̀l/Dvngnóycv̀l, Dvlìnv̀m.[6]）
- 唐萨尔语Tangsar（在 Rvmøl 以东使用）

瓦当空语（Wadamkhong）是 Shintani (2014) 记录的一种日旺语方言。瓦当空语 Waqdamkong 和穆特旺语 Mvtwang 在 Rvmøl 以南使用。
Straub (2017)提供了以下日旺语方言的人口统计详情和变体清单。
- Dvrù 方言：由Rvwàng、Konglang、Sangnay 部族使用，最初在 Konglangpø 以北的 Rvmetì 河上游使用。缅甸克钦邦蒲桃区诺克孟也有这种语言。
  - Rvmø̀l 方言：一种南部 Dvrú 方言，最初在缅甸克钦邦葡萄县 Konglangpø 以北使用。它在地理和语言上介于 western Dvngsar, Waqdvmkong (northern Mvtwàng), Dvrù方言之间。
- Krvngku 方言：日旺语南部 Lungmi 口语，来自 Rv́zà 村（自 20 世纪 60 年代中期以来已不复存在）。该村位于缅甸克钦邦 Mvliq 河东部支流 Krang 河上游。
- Western Dvngsar (Tangsar) 方言：Mvpáng 部落所说。它最初在缅甸克钦邦葡萄县 Konglangpø 以北的上 Renyinchi 河和 Langdaqgong 河沿岸使用。

Shintani Tadahiko 还记录了瓦当空语（Wadamkhong）, 克温桑语（Khwingsang）, 阿古语（Agu）, ， 丁拉语（Dingra） 等方言。